# Puente Nacional (Kolumbien)
Puente Nacional, auch als Puente Real de Vélez bekannt, ist eine Gemeinde (municipio) im Departamento Santander in Kolumbien.

## Geographie
Die Gemeinde Puente Nacional liegt in der Provinz Vélez im Süden von Santander in den kolumbianischen Anden. Der Ort selbst liegt auf einer Höhe von 1600 Metern und hat eine Jahresdurchschnittstemperatur von etwa 19 °C. Puente Nacional liegt 219 km von Bucaramanga und 157 km von Bogotá entfernt. An die Gemeinde grenzen im Norden Guavatá und Barbosa, im Osten Moniquirá und Santa Sofía im Departamento Boyacá, im Süden Saboyá in Boyacá und im Westen Albania und Jesús María.

## Bevölkerung
Die Gemeinde Puente Nacional hat 11.718 Einwohner, von denen 5706 im städtischen Teil (cabecera municipal) der Gemeinde leben (Stand: 2019).

## Geschichte
Puente Nacional wurde 1556 von Andrés Díaz Venero de Leyva gegründet. Seit 1730 ist der Ort eine Kirchengemeinde. Die Kirche des Ortes soll an der Stelle der Residenz des Cacique des indigenen Volkes der Sorogotas errichtet sein. Der Ort spielte eine wichtige Rolle während des Comuneros-Aufstands in Neugranada.

## Wirtschaft
Der wichtigste Wirtschaftszweig in Puente Nacional ist die Landwirtschaft. Neben der Rinderproduktion spielt der Anbau von Zuckerrohr für Panela, Mais, Kaffee, Bananen, Brombeeren, Kakao, Guaven, Bohnen, Maniok und Kartoffeln eine wichtige Rolle. Zudem gibt es Holzwirtschaft.

## Persönlichkeiten
- Víctor Manuel López Forero (1931–2023), römisch-katholischer Geistlicher, Erzbischof von Bucaramanga
- Lelio Olarte (1882–1940), Komponist und Musiker